# Diuris palachila
Diuris palachila är en orkidéart som beskrevs av Richard Sanders Rogers. Diuris palachila ingår i släktet Diuris och familjen orkidéer. Inga underarter finns listade i Catalogue of Life.